# Frank Shuman

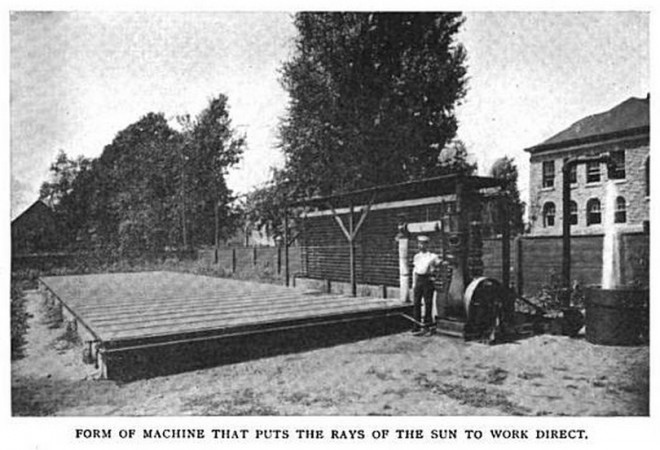
Shuman naperőmű - 1907 : "Technical World" magazin, 1907. szeptemberében

Frank Shuman (/ʃ u m ə n /) (Brooklyn, 1862. január 23. – Philadelphia, Pennsylvania, 1918. április 28.) amerikai feltaláló, mérnök és a napenergia hasznosításának úttörője. A napenergiával fűtött gőzgép megalkotója.

## Karrier
Frank Shuman 1892-ben találta fel a drótszállal erősített biztonsági üveget. További szabadalmai voltak a drótüveg előállításának folyamatára és a drótüveg előállítására szolgáló gépekre. 1914-ben Shuman feltalálta a laminált biztonsági üveg előállításának módszerét, amelyet később a Safety Glass Company gyártott. 1916-ban szabadalmaztatta a "Veszélyjelzést" a vasúti kereszteződésekhez, valamint folyékony oxigén vagy folyékony levegő használatát a tengeralattjárók meghajtására.
1897. augusztus 20-án Shuman megalkotott egy napenergiával hajtott modellt, amely úgy működik, hogy a nap sugarai egy kb. 50 cm széles teli dobozra verődnek. A doboz belsejében felszerelt fekete csövekben a víznél alacsonyabb forráspontú éter folyik, amely egy játékgőzgépet hajt. Az apró gőzgép több mint két évig folyamatosan működött napsütéses napokon, Shuman háza mellett. 
1908-ban Shuman megalapította a Sun Shine Power Companyt azzal a szándékkal, hogy nagyobb naperőműveket építsen. Ackermann-nal, műszaki tanácsadójával, és Sir Charles Vernon Boys brit fizikussal együtt, kifejlesztett egy olyan rendszert, amely tükrök segítségével a nap energiáját  kollektordobozokban gyűjtötte, növelve a melegítés hatékonyságát úgy, hogy éter helyett vizet lehetett használni. Shuman kifejlesztett egy alacsony nyomású gőzturbinát is, mivel a legtöbb akkori gőzgép gőzzel és nem melegvízzel működött. Shuman turbinája négyszer hatékonyabban dolgozta fel az energiát, mint korának bármelyik motorja. Shuman ezután egy teljes méretű gőzgépet is épített, amelyet alacsony nyomású víz hajtott és ez lehetővé tette, hogy 1912-ig szabadalmaztassa a teljes napenergiás meghajtórendszert.  
A Scientific America 1911. február 4-i és 1911. szeptember 30-i kiadásaiban is bemutatta Shuman eredményeit. 
Shuman építette meg a világ első napenergia-erőműjét Maadiban, Egyiptomban (1912–1913). Shuman üzemében félkör alakú vályúkat használtak egy 60-70 lóerős motor hajtására, amely percenként 20 000 liter vizet pumpált a Nílus folyótól a szomszédos pamutmezőkre. Rendszere számos technológiai fejlesztést tartalmazott, ideértve az abszorpciós lemezeket dupla üvegtáblákkal, amelyeket egy 4 cm-es légtér választott el egymástól. Noha az első világháború kitörése és az olcsó olaj felfedezése az 1930-as években visszatartotta a napenergia fejlődését, Shuman vízióit és terveit az 1970-es években újra felfedezték, és ezzel újra megindult a napenergia hasznosítása iránti érdeklődés.
"Bebizonyítottuk, hogy a napenergia gazdaságos és még inkább bebizonyítottuk azt, hogy ha az olaj és szén már elfogytak, az emberiség még tovább hasznosíthatja a napsugarak végtelen energiáját." - Frank Shuman, New York Times, 1916. július 16.
Shuman háza és laboratóriumai a philadelphiai Tacony kerületben ma is megtalálhatóak, csakúgy, mint egy apartmanháza és garázsai. 

## Szabadalmai
| Szám     | Leírás                                |
| -------- | ------------------------------------- |
| D37803   | Síküveg előállítása                   |
| 483020   | Eljárás drótháló fektetéséhez üvegben |
| 483021   | Drótháló fektető gépüveggyártáshoz    |
| 671240   | Tűzoltás gyárakban                    |
| 733287   | Betonoszlop gyártása                  |
| 1240890c | Napenergiával fűtött kazán            |
| 1420345  | Vészjelző vasúti átjárókhoz           |

## További irodalom
- Kryza, Frank T.. The Power of Light. McGraw-Hill (2003). ISBN 0-07-140021-4 Ez a könyv ismerteti Shuman napenergia-projektjét Egyiptomban.
- Butti, Ken. Golden Thread Twenty Five Hundred Years of Solar Architecture and Technology. Cheshire Books (1980). ISBN 0917352076 Ez a könyv Shuman napenergiával kapcsolatos munkáját írja le mind az Egyesült Államokban, mind Egyiptomban. Fotókat tartalmaz.

## Fordítás
- Ez a szócikk részben vagy egészben  a   Frank Shuman című angol Wikipédia-szócikk ezen változatának fordításán alapul.  Az eredeti cikk szerkesztőit annak laptörténete sorolja fel. Ez a jelzés csupán a megfogalmazás eredetét és a szerzői jogokat jelzi, nem szolgál a cikkben szereplő információk forrásmegjelöléseként.